# Grabów (Grabów)
Grabów – osiedle mieszkaniowe domów szeregowych w dzielnicy Ursynów w Warszawie.

## Położenie i charakterystyka
Osiedle Grabów położone jest na stołecznym Ursynowie, na wschodzie obszaru Miejskiego Systemu Informacji Grabów. Jest usytuowane między ulicami Puławską, Zdzisława Mączyńskiego i Taneczną. Południową granicę stanowi Kanał Grabowski. W sąsiedztwie znajdują się klasztor Zgromadzenia Najświętszego Serca Jezusa oraz kościół pw. św. Zofii Barat.
Osiedle złożone jest z domów jednorodzinnych w zabudowie szeregowej. Powstało w dwóch etapach według projektów Zbigniewa Panka i Andrzeja Wolskiego (I etap) oraz Krystyny Szedny (II etap). W jego skład wchodzi ponad 240 domów wybudowanych na przełomie lat 80. i 90. XX w. Budynki mają garaże na parterze. Elementem charakterystycznym są jasne elewacje i wysokie, czerwone dachy. Osiedle wybudowała i nim zarządza, powstała w 1981 roku, Międzyzakładowa Spółdzielnia Mieszkaniowa „Grabów”. Zabudowę uzupełnia pawilon handlowy oraz wybudowana wcześniej szkoła podstawowa.
Wewnętrzne ulice na osiedlu noszą nazwy inspirowane Tatrami: Białej Wody, Cyrhli, Czerwonych Wierchów, Giewont, Goryczkowa, Harendy, Kondracka, Liptowska, Litwarowa, Magury, Olczyska, Ornak, Pięciu Stawów, Pyszniańska, Roztoki, Rysy, Uhrocie, Waksmundzka i Wantule. Nadano je wszystkie w 1981 r.